# Fan’s Best
A Fan’s Best Miyavi japán rockzenész válogatásalbuma, mely 2010. március 24-én jelent meg. 10 olyan dalt tartalmaz, amelyet rajongók válogattak ki, valamint öt élő felvételt, melyet Miyavi válogatott az albumra. A lemez 212. volt az Oricon slágerlistáján.

## Számlista
| #   | Cím | Hossz |
| --- | --- | ----- |
| 1.  | Girls, Be Ambitious |       |
| 2.  | Szakihokoru hana no jó ni: Neo visualizm (咲き誇る華の様に-Neo Visualizm-)                                                                                             |       |
| 3.  | Szubarasikikana, kono szekai: What A Wonderful World (素晴らしきかな、この世界-WHAT A WONDERFUL WORLD-)                                                                |       |
| 4.  | Hi no hikari szae todokanai kono baso de ft. Sugizo (陽の光さえ届かないこの場所で feat.SUGIZO)                                                                         |       |
| 5.  | Selfish Love: Aisitekure, aisiteru kara (Selfish love-愛してくれ、愛してるから-)                                                                                       |       |
| 6.  | Freedom Fighters: icecream vo otta hadasi no megami to, kikandzsú vo motta hadaka no ószama (Freedom Fighters-アイスクリーム持った裸足の女神と、機関銃持った裸の王様-) |       |
| 7.  | Dear My Friend (Tegami vo kaku jó) (Dear my friend-手紙を書くよ-) |       |
| 8.  | Itosii Hito (Beta de szuman) (szóló) (愛しい人(ベタですまん。)～独奏～)                                                                                                |       |
| 9.  | Mamagoto (a.k.a. Erase and Delete): JAM Session ver. (ママゴト(ex:消去と削除)～独奏 JAMセッションver.～)                                                               |       |
| 10. | Kimi ni negai vo (君に願いを) |       |
| 11. | Pop Is Dead (bónuszdal, élő) |       |
| 12. | How to Love (bónuszdal, élő) |       |
| 13. | Kabuki ansii (歌舞伎男子-KAVKI BOIZ-; bónuszdal, élő) |       |
| 14. | Dzsibun kakumei: 2007 (自分革命-2007-; bónuszdal, élő) |       |
| 15. | Jingle Bell (ジングルベル(仮); bónuszdal, élő) |       |